# Repêchage de la LPHF 2023
 (avril 2025).
Le repêchage de la LPHF 2023 a été le premier repêchage de l'histoire de la Ligue professionnelle de hockey féminin. Celui-ci a eu lieu le 18 septembre 2023 au Centre canadien de radiodiffusion à Toronto (Ontario).
L'attaquante des Golden Gophers du Minnesota, Taylor Heise, a été la première joueuse choisi lors du repêchage, sélectionnée par Minnesota. Au total, 90 joueuses ont été sélectionnés au cours de 15 tours de sélection.

## Liste des joueuses éligibles
286 joueuses éligibles à travers de 17 pays différents se sont déclarées pour le repêchage inaugural de la LPHF.

### Les meilleurs espoirs de la NCAA/U Sports
Source : Classement de The Hockey News (5 septembre 2023).
| Classement | Joueuses             | École                        |
| ---------- | -------------------- | ---------------------------- |
| 1          | Taylor Heise ( A )   | Golden Gophers du Minnesota  |
| 2          | Alina Müller (A)     | Huskies de Northeastern      |
| 3          | Sophie Jacques (D)   | Buckeyes d'Ohio State        |
| 4          | Emma Maltais (A)     | Buckeyes d'Ohio State        |
| 5          | Emma Soderberg ( G ) | Bulldogs du Minnesota-Duluth |
| 6          | Grace Zumwinkle (A)  | Golden Gophers du Minnesota  |
| 7          | Chloé Aurard (A)     | Huskies de Northeastern      |
| 8          | Jesse Compher (A)    | Badgers du Wisconsin         |
| 9          | Gabbie Hughes (A)    | Bulldogs du Minnesota-Duluth |
| 10         | Ashton Bell (D)      | Bulldogs du Minnesota-Duluth |

## Format
Le repêchage comprenait un total de 15 tours. L'ordre des choix au premier tour a été décidé à l'aide d'un randomiseur de liste informatisé lors d'une vidéoconférence avec les directeurs généraux des 6 équipes. Au deuxième tour, l'ordre a été inversé, de sorte que l'équipe avec le 6e choix recevait également le 7e choix, tandis que l'équipe avec le premier choix global ne pouvait pas choisir à nouveau avant le 12e choix (dernier choix du deuxième tour). L'ordre continuerait d'alterner à chaque tour suivant, produisant un ordre « serpentin ».
L'ordre du repêchage  final était le suivant :
1. Minnesota
2. Toronto
3. Boston
4. New York
5. Ottawa
6. Montréal

## Sélections par tour
Les choix du repêchage 2023 sont listés ci-dessous par tour.

### Premier tour
| # | Joueuse                 | Nationalité | Équipe de la LPHF | Équipe universitaire/collégiale/club    |
| - | ----------------------- | ----------- | ----------------- | --------------------------------------- |
| 1 | Taylor Heise ( A)       | États-Unis  | LPHF Minnesota    | Golden Gophers du Minnesota ( WCHA )    |
| 2 | Jocelyne Larocque ( D ) | Canada      | LPHF Toronto      | Équipe Adidas ( AJPH )                  |
| 3 | Alina Muller ( C )      | Suisse      | LPHF Boston       | Huskies de Northeastern ( Hockey East ) |
| 4 | Ella Shelton (D)        | Canada      | LPHF New York     | Équipe Scotiabank (AJPH)                |
| 5 | Savannah Harmon (D)     | États-Unis  | LPHF Ottawa       | Équipe Harvey (AJPH)                    |
| 6 | Erin Ambrose (D)        | Canada      | LPHF Montréal     | Équipe Sonnet (AJPH)                    |

### Deuxième tour
| #  | Joueuse               | Nationalité | Équipe de la LPHF | Équipe universitaire/collégiale/club |
| -- | --------------------- | ----------- | ----------------- | ------------------------------------ |
| 7  | Kristin O'Neill (A)   | Canada      | Montréal          | Équipe Adidas (AJPH)                 |
| 8  | Ashton Bell (D)       | Canada      | Ottawa            | Bulldogs du Minnesota Duluth (WCHA)  |
| 9  | Jaime Bourbonnais (D) | Canada      | New York          | Équipe Scotiabank (AJPH)             |
| 10 | Sophie Jacques (D)    | Canada      | Boston            | Buckeyes d'Ohio State (WCHA)         |
| 11 | Emma Maltais (A)      | Canada      | Toronto           | Buckeyes d'Ohio State (WCHA)         |
| 12 | Nicole Hensley ( G )  | États-Unis  | Minnesota         | Équipe Sonnet (AJPH)                 |

### Troisième tour
| #  | Joueuse               | Nationalité | Équipe de la LPHF | Équipe universitaire/collégiale/club  |
| -- | --------------------- | ----------- | ----------------- | ------------------------------------- |
| 13 | Grace Zumwinkle (A)   | États-Unis  | Minnesota         | Golden Gophers du Minnesota (WCHA)    |
| 14 | Kristen Campbell (G)  | Canada      | Toronto           | Équipe Scotiabank (AJPH)              |
| 15 | Jamie Lee Rattray (A) | Canada      | Boston            | Équipe Harvey (AJPH)                  |
| 16 | Jessie Eldridge (A)   | Canada      | New York          | Équipe Harvey (AJPH)                  |
| 17 | Jincy Roese (D)       | États-Unis  | Ottawa            | Équipe Adidas (AJPH)                  |
| 18 | Maureen Murphy (A)    | États-Unis  | Montréal          | Huskies de Northeastern (Hockey East) |

### Quatrième tour
| #  | Joueuse              | Nationalité        | Équipe de la LPHF | Équipe universitaire/collégiale/club  |
| -- | -------------------- | ------------------ | ----------------- | ------------------------------------- |
| 19 | Dominika Laskova (D) | République tchèque | Montréal          | Six de Toronto ( FPH )                |
| 20 | Gabbie Hughes (A)    | États-Unis         | Ottawa            | Bulldogs du Minnesota Duluth (AJPH)   |
| 21 | Chloé Aurard ( AG )  | France             | New York          | Huskies de Northeastern (Hockey East) |
| 22 | Loren Gabel (A)      | Canada             | Boston            | Pride de Boston (FPH)                 |
| 23 | Natalie Spooner (A)  | Canada             | Toronto           | Équipe Scotiabank (AJPH)              |
| 24 | Maggie Flaherty (D)  | États-Unis         | Minnesota         | Bulldogs du Minnesota Duluth (WCHA)   |

### Cinquième tour
| #  | Joueuse                  | Nationalité | Équipe de la LPHF | Équipe universitaire/collégiale/club        |
| -- | ------------------------ | ----------- | ----------------- | ------------------------------------------- |
| 25 | Susanna Tapani (C)       | Finlande    | Minnesota         | Shenzhen KRS Vanke Rays ( ZhHL ; 2021-2022) |
| 26 | Jesse Compher (A)        | États-Unis  | Toronto           | Badgers du Wisconsin (WCHA)                 |
| 27 | Hannah Brandt (C)        | États-Unis  | Boston            | Équipe Sonnet (AJPH)                        |
| 28 | Élisabeth Giguère ( RW ) | Canada      | New York          | Pride de Boston (FPH)                       |
| 29 | Hayley Scamurra (A)      | États-Unis  | Ottawa            | Équipe Harvey (AJPH)                        |
| 30 | Kati Tabin (D)           | Canada      | Montréal          | Six de Toronto (FPH)                        |

### Sixième tour
| #  | Joueuse                | Nationalité | Équipe de la LPHF | Équipe universitaire/collégiale/club |
| -- | ---------------------- | ----------- | ----------------- | ------------------------------------ |
| 31 | Marche Kennedy (RW)    | Canada      | Montréal          | Whale du Connecticut (FPH)           |
| 32 | Daryl Watts (C)        | Canada      | Ottawa            | Six de Toronto (FPH)                 |
| 33 | Corinne Schroeder (G)  | Canada      | New York          | Pride de Boston (FPH)                |
| 34 | Jessica Digirolamo (D) | Canada      | Boston            | Équipe Adidas (AJPH)                 |
| 35 | Kali Flanagan (D)      | États-Unis  | Toronto           | Pride de Boston (FPH)                |
| 36 | Clair DeGeorge (A)     | États-Unis  | Minnesota         | Équipe Harvey (AJPH)                 |

### Septième tour
| #  | Joueuse                | Nationalité        | Équipe de la LPHF | Équipe universitaire/collégiale/club |
| -- | ---------------------- | ------------------ | ----------------- | ------------------------------------ |
| 37 | Natalie Buchbinder (D) | États-Unis         | Minnesota         | Badger du Wisconsin (WCHA)           |
| 38 | Victoria Bach (A)      | Canada             | Toronto           | Équipe Scotiabank (AJPH)             |
| 39 | Thérèse Schafzahl (A)  | Autriche           | Boston            | Vermont Catamounts (Hockey East)     |
| 40 | Jill Saulnier (A)      | Canada             | New York          | Équipe Adidas (AJPH)                 |
| 41 | Aneta Tejralova (D)    | République tchèque | Ottawa            | Pride de Boston (FPH)                |
| 42 | Tereza Vanisova (A)    | République tchèque | Montréal          | Six de Toronto (FPH)                 |

### Huitième tour
| #  | Joueuse              | Nationalité        | Équipe de la LPHF | Équipe universitaire/collégiale/club |
| -- | -------------------- | ------------------ | ----------------- | ------------------------------------ |
| 43 | Madison Bizal (D)    | États-Unis         | Montréal          | Buckeyes de l'État de l'Ohio (WCHA)  |
| 44 | Katerina Mrazova (C) | République tchèque | Ottawa            | Baleine du Connecticut (FPH)         |
| 45 | Brooke Hobson (D)    | Canada             | New York          | Modo Hockey Dam ( SDHL )             |
| 46 | Emily Brown (D)      | États-Unis         | Boston            | Équipe Sonnet (AJPH)                 |
| 47 | Brittany Howard (A)  | Canada             | Toronto           | Toronto Six (PHF)                    |
| 48 | Denisa Krizova (A)   | République tchèque | Minnesota         | Whitecaps du Minnesota (PHF)         |

### Neuvième tour
| #  | Joueuse                | Nationalité | Équipe de la LPHF | Équipe universitaire/collégiale/club |
| -- | ---------------------- | ----------- | ----------------- | ------------------------------------ |
| 49 | Sidney Morin (D)       | États-Unis  | Minnesota         | Whitecaps du Minnesota (PHF)         |
| 50 | Allie Munroe (D)       | Canada      | Toronto           | Baleine du Connecticut (PHF)         |
| 51 | Taylor Girard (F)      | États-Unis  | Boston            | Baleine du Connecticut (PHF)         |
| 52 | Jade Downie-Landry (F) | Canada      | New York          | Force de Montréal (PHF)              |
| 53 | Zoé Boyd (D)           | Canada      | Ottawa            | Bobcats de Quinnipiac ( ECAC )       |
| 54 | Gabrielle David (C)    | Canada      | Montréal          | Clarkson Golden Knights (ECAC)       |

### Dixième tour
| #  | Joueuse                  | Nationalité | Équipe de la LPHF | Équipe universitaire/collégiale/club |
| -- | ------------------------ | ----------- | ----------------- | ------------------------------------ |
| 55 | Maude Poulin-Labelle (D) | Canada      | Montréal          | Huskies du Nord-Est (Hockey Est)     |
| 56 | Kristin Della Rovere (C) | Canada      | Ottawa            | Harvard Crimson (ECAC)               |
| 57 | Paetyn Levis (F)         | États-Unis  | New York          | Buckeyes de l'État de l'Ohio (WCHA)  |
| 58 | Emma Söderberg (G)       | Suède       | Boston            | Bulldogs du Minnesota Duluth (WCHA)  |
| 59 | Mellissa Channell (D)    | Canada      | Toronto           | Équipe Harvey (PWHPA)                |
| 60 | Sophia Kunin (F)         | États-Unis  | Minnesota         | Équipe Harvey (PWHPA)                |

### Onzième tour
| #  | Joueuse             | Nationalité | Équipe de la LPHF | Équipe universitaire/collégiale/club |
| -- | ------------------- | ----------- | ----------------- | ------------------------------------ |
| 61 | Amanda Léveillé (G) | Canada      | Minnesota         | Whitecaps du Minnesota (PHF)         |
| 62 | Maggie Connors (F)  | Canada      | Toronto           | Tigres de Princeton (ECAC)           |
| 63 | Sophie Shirley (F)  | Canada      | Boston            | Blaireaux du Wisconsin (WCHA)        |
| 64 | Abbaye Levy (G)     | États-Unis  | New York          | Boston College Eagles (Hockey Est)   |
| 65 | Lexie Adzija (F)    | Canada      | Ottawa            | Bobcats de Quinnipiac (ECAC)         |
| 66 | Jillian Dempsey (F) | États-Unis  | Montréal          | Fierté de Boston (PHF)               |

### Douzième tour
| #  | Joueuse                | Nationalité | Équipe de la LPHF | Équipe universitaire/collégiale/club |
| -- | ---------------------- | ----------- | ----------------- | ------------------------------------ |
| 67 | Claire Dalton (C/RW)   | Canada      | Montréal          | Bulldogs de Yale (ECAC)              |
| 68 | Sandra Abstreiter (G)  | Allemagne   | Ottawa            | Providence Friars (Hockey Est)       |
| 69 | Olivia Zafuto (D)      | États-Unis  | New York          | Fierté de Boston (PHF)               |
| 70 | Shiann Darkangelo (AG) | États-Unis  | Boston            | Toronto Six (PHF)                    |
| 71 | Rebecca Leslie (F)     | Canada      | Toronto           | Équipe Sonnet (PWHPA)                |
| 72 | Michela Cava (C)       | Canada      | Minnesota         | Toronto Six (PHF)                    |

### Treizième tour
| #  | Joueuse             | Nationalité    | Équipe de la LPHF | Équipe universitaire/collégiale/club   |
| -- | ------------------- | -------------- | ----------------- | -------------------------------------- |
| 73 | Liz Schepers (C/AG) | États-Unis     | Minnesota         | Whitecaps du Minnesota (PHF)           |
| 74 | Hannah Miller (F)   | Canada / Chine | Toronto           | Étoile rouge de Shenzhen Kunlun (ZhHL) |
| 75 | Emma Buckles (D)    | Canada         | Boston            | Équipe Sonnet (PWHPA)                  |
| 76 | Kayla Vespa (F)     | Canada         | New York          | Équipe Adidas (PWHPA)                  |
| 77 | Amanda Boulier (D)  | États-Unis     | Ottawa            | Whitecaps du Minnesota (PHF)           |
| 78 | Elaine Chuli (G)    | Canada         | Montréal          | Toronto Six (PHF)                      |

### Quatorzième tour
| #  | Joueuse               | Nationalité | Équipe de la LPHF | Équipe universitaire/collégiale/club |
| -- | --------------------- | ----------- | ----------------- | ------------------------------------ |
| 79 | Ann-Sophie Bettez (F) | Canada      | Montréal          | Force de Montréal (PHF)              |
| 80 | Caitrin Lonergan (F)  | États-Unis  | Ottawa            | Baleine du Connecticut (PHF)         |
| 81 | Emma Woods (F)        | Canada      | New York          | Toronto Six (PHF)                    |
| 82 | Tatum Skaggs (F)      | États-Unis  | Boston            | Équipe Scotiabank (PWHPA)            |
| 83 | Alexa Vasko (F)       | Canada      | Toronto           | Équipe Sonnet (PWHPA)                |
| 84 | Minttu Tuominen (D)   | Finlande    | Minnesota         | Kiekko-Espoo Naiset ( NSML )         |

### Quinzième tour
| #  | Joueuse                  | Nationalité | Équipe de la LPHF | Équipe universitaire/collégiale/club |
| -- | ------------------------ | ----------- | ----------------- | ------------------------------------ |
| 85 | Sydney Brodt (A)         | États-Unis  | Minnesota         | Whitecaps du Minnesota (PHF)         |
| 86 | Olivia Knowles (D)       | Canada      | Toronto           | Whitecaps du Minnesota (PHF)         |
| 87 | Jessica Healey (D)       | Canada      | Boston            | Buffalo Beauts (PHF)                 |
| 88 | Alexandra Labelle (A)    | Canada      | New York          | Force de Montréal (PHF)              |
| 89 | Audrey-Ann Veillette (A) | Canada      | Ottawa            | Carabins de Montréal ( RSEQ )        |
| 90 | Lina Ljungblom (C)       | Suède       | Montréal          | Barrage de hockey Modo (SDHL)        |